# ويليام تي. باكستون
ويليام تي. باكستون هو سياسي أمريكي، ولد في 3 أغسطس 1869 في مقاطعة روكبريج في الولايات المتحدة، وتوفي في 19 يونيو 1942 في بوينا فيستا في الولايات المتحدة. نشط حزبياً في الحزب الديمقراطي. وقد انتخب عضو مجلس ولاية فرجينيا ‏.